# 3-Metil-2-oksobutanoat dehidrogenaza
3-Metil-2-oksobutanoat dehidrogenaza (EC 1.2.4.4, 2-oksoizokaproatna dehidrogenaza, 2-oksoizovaleratna (lipoat) dehidrogenaza, 3-metil-2-oksobutanoatna dehidrogenaza (lipoamid), 3-metil-2-oksobutanoat:lipoamid oksidoreduktaza (dekarboksilacija and akceptor-2-metilpropanoilacija), alfa-keto-alfa-metilvaleratna dehidrogenaza, alfa-ketoizokaproatna dehidrogenaza, alfa-ketoizokaproinska dehidrogenaza, alfa-ketoizokaproinska-alfa-keto-alfa-metilvalerijanska dehidrogenaza, alfa-ketoizovaleratna dehidrogenaza, alfa-oksoizokaproatna dehidrogenaza, BCKDH, BCOAD, dehidrogenaza keto kiselina razgranatog lanca, dehidrogenaza 2-oksokiselina razgranataog lanca (BCD), dehidrogenaza 2-ketokiselina razgranatog lanca, dehidrogenaza 2-oksokiselina razgranatog lanca, dehidrogenaza alfa-ketokiselina razgranatog lanca, dehidrogenaza alfa-okso kiselina razgranatog lanca, dehidrogenaza keto kiselina razgranatog lanca, dehidrogenaza ketokiselina razgranatog lanca, dehidrogenaza, 2-oksoizovalerat (lipoat), dehidrogenaza, alfa-keto kiselina razgranatog lanca) je enzim sa sistematskim imenom 3-metil-2-oksobutanoat:(dihidrolipoillizin-ostatak (2-metilpropanoil)transferaza)-lipoillizin 2-oksidoreduktaza (dekarboksilacija, akceptor-2-metilpropanoilacija). Ovaj enzim katalizuje sledeću hemijsku reakciju
3-metil-2-oksobutanoat + [dihidrolipoillizin-ostatak (2-metilpropanoil)transferaza] lipoillizin {\displaystyle \rightleftharpoons } [dihidrolipoillizin-ostatak (2-metilpropanoil)transferaza] S-(2-metilpropanoil)dihidrolipoillizin + CO2
Ovaj enzim sadrži tiamin difosfat. On deluje ne samo na 3-metil-2-oksobutanaoat, nego i na 4-metil-2-oksopentanoat i (S)-3-metil-2-oksopentanoat, tako da on deluje na 2-okso kiseline formirane dejstvom transaminaza na valin, leucin i izoleucin. On je komponenta multienzimskog kompleksa 3-metil-2-oksobutanoat u kome su njegove višestruke kopije vezana za osnovu molekula EC 2.3.1.168, dihidrolipoillizinski-ostatak (2-metilpropanoil)transferaza, koji takođe vezuje višestruke kopije enzima of EC 1.8.1.4, dihidrolipoil dehidrogenaze. Ovaj enzim ne deluje na slobodni lipoamid ili lipoilizin, nego samo na lipoillizinski ostatak u EC 2.3.1.168.

## Literatura
- Nicholas C. Price; Lewis Stevens (1999). Fundamentals of Enzymology: The Cell and Molecular Biology of Catalytic Proteins (Third изд.). USA: Oxford University Press. ISBN 019850229X.
- Eric J. Toone (2006). Advances in Enzymology and Related Areas of Molecular Biology, Protein Evolution (Volume 75 изд.). Wiley-Interscience. ISBN 0471205036.
- Branden C; Tooze J. Introduction to Protein Structure. New York, NY: Garland Publishing. ISBN 0-8153-2305-0.
- Irwin H. Segel. Enzyme Kinetics: Behavior and Analysis of Rapid Equilibrium and Steady-State Enzyme Systems (Book 44 изд.). Wiley Classics Library. ISBN 0471303097.
- William P. Jencks (1987). Catalysis in Chemistry and Enzymology. Dover Publications. ISBN 0486654605.

## Spoljašnje veze
- 3-methyl-2-oxobutanoate+dehydrogenase на 